# Mamba černá
Mamba černá (Dendroaspis polylepis) je nejdelším jedovatým hadem na území Afriky, a po kobře královské druhým nejdelším jedovatým hadem na světě. Obvykle dorůstá délky kolem 2,5 metru, může však dosáhnout i délky 4,5 metru. Pro člověka je její jed smrtelný už při nízké dávce 10–15 mg, údajně stačí pouhé dvě kapky jedu, avšak jediným kousnutím vpraví jedu mnohonásobně více. Životu nebezpeční jsou i mladí jedinci, kteří mají k dispozici jen 1–2 ml jedu. Mamba černá je, v rozporu s historkami nahánějícími hrůzu a pověstmi o útočnosti a zákeřnosti, relativně plachý had, který se při setkání s člověkem snaží nejprve ukrýt.
Je to také jeden z nejrychlejších hadů na světě. Na krátkou vzdálenost je schopen vyvinout rychlost až 16 km/h. Je to denní živočich. Většinu času tráví na zemi, ale dokáže též obratně lézt po stromech. Stejně jako jiné druhy hadů se mamba černá ráda vyhřívá na slunci, teplo povzbuzuje její metabolismus. Živí se obvykle drobnými savci, plazy a ptáky, ale dokáže se zmocnit i větších živočichů, jako je třeba daman skalní. Výjimkou není ani kanibalismus.
Mamba černá je vejcorodý had. Rozmnožuje se každý rok, od počátku jara až do konce léta. Nevytváří dlouhodobá partnerství, samce se samicí lze spatřit pouze jednou ročně v období páření. Po dvouměsíční „březosti“ samice klade 6–25 kožovitých vajec. Za 2–3 měsíce se vylíhnou mláďata, která mají 40–60 cm. Poměrně rychle rostou, po prvním roce dosahují délky zhruba dvou metrů. Dospělosti se dožije ale jen hrstka z nich, první dny až týdny jsou velmi zranitelná a často skončí jako potrava pro dravce. Šťastlivci se mohou dožít stáří 10 a více let.
Mamba černá žije na rozsáhlém území subsaharské Afriky. Nejsou známy žádné hrozby ani úbytek populace a tak ji Mezinárodní svaz ochrany přírody hodnotí jako málo dotčený taxon.

## Taxonomie a nomenklatura
Druh roku 1864 popsal německo-britský zoolog Albert Günther. Jediný exemplář byl jedním z mnoha druhů hadů shromážděných skotským přírodovědcem Johnem Kirkem, který doprovázel Davida Livingstona na druhé průzkumné výpravě do jihovýchodní Afriky po řece Zambezi v letech 1858–1864. Tento holotyp je umístěn v Přírodovědném muzeu v Londýně.
Dříve byla mamba černá dělena do dvou poddruhů (Dendroaspis polylepis polylepis a Dendroaspis polylepis antinori), ale dnes je tento had považován za monotypický druh, blízce příbuzný ostatním mambám. Genetická analýza z roku 2016 ukázala, že nejbližším žijícím příbuzným mamby černé je mamba zelená a jejich společným vzdálenějším bratrancem je mamba Jamesonova.
Starořecké rodové jméno „Dendroaspis“ lze doslovně přeložit jako „stromový had“, neboť umí po stromech velmi obratně šplhat. Druhové jméno „polylepis“ pochází rovněž ze starořečtiny a znamená „mnohošupinatý“. Termín „mamba“ pochází z nigerokonžského jazyka – zuluštiny a je odvozen od slova „imamba“. Navzdory svému šedavému zbarvení těla, které navíc mívá různé další odstíny, nese v mnoha jazycích (včetně češtiny) označení „černá“ (např. angl. black mamba, něm. schwarze mamba), a sice podle tmavě zbarvené sliznice uvnitř tlamy.

### Názvy lidové, místní
- „Swart Mamba“[11]
- „Imamba“[11]
- „N'zayo“[11]
- „Mama“[11]

### Synonyma
- Dendraspis polylepis (Günther, 1864)[12]
- Dendroaspis polylepis polylepis (Günther, 1864)[12]
- Dendraspis aninorii (Peters, 1873)[12]
- Dendroaspis polylepis antinorii (Peters, 1873)[12]
- Dendraspis angusticeps (Boulenger, 1896)[12]

## Rozšíření, biotop a stav ohrožení

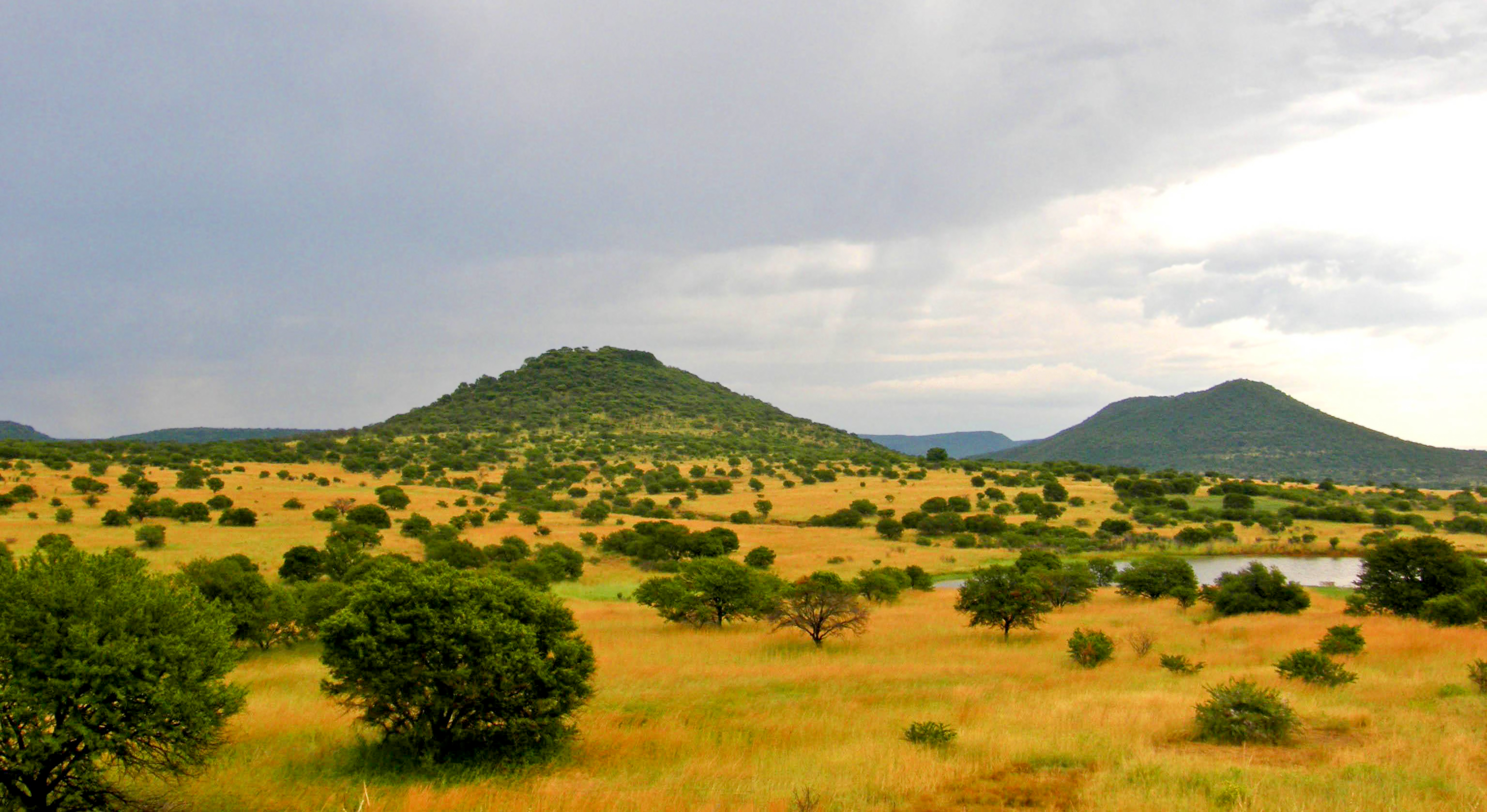
Typický biotop mamby černé (savana na jihovýchodě Afriky)

Žije jižně od Sahary. K vidění je téměř po celé jižní a střední Africe, kromě pralesních oblastí střední Afriky. Oblast výskytu zahrnuje území Mali, Burkiny Faso, Kamerunu, Čadu, Středoafrické republiky, Demokratické republiky Kongo, Jižního Súdánu, Etiopie, Eritreje, Somálska, Keni, Ugandy, Tanzanie, Burundi, Rwandy, Mosambiku, Svazijska, Malawi, Zambie, Zimbabwe, Bostwany, Namibie, Angoly a Jihoafrické republiky. Na těchto místech obývá otevřené lokality – savany, polopouště, řídké lesy a křoviny – v nadmořské výšce 0–1 800 metrů (nad 1000 metrů nicméně vzácně). V západní Africe je výskyt těchto hadů podstatně menší a donedávna byl považován za nejistý. Výzkum publikovaný v roce 2005 jejich přítomnost nicméně potvrdil (Senegal, Guinea, Guinea-Bissau, případně Pobřeží slonoviny).
Mamba černá je na základě jejího obrovského geografického rozsahu v subsaharské Africe a bez zdokumentovaného poklesu stavů Mezinárodním svazem ochrany přírody (IUCN) hodnocena jako málo dotčená.

## Fyzické vlastnosti, vzhled

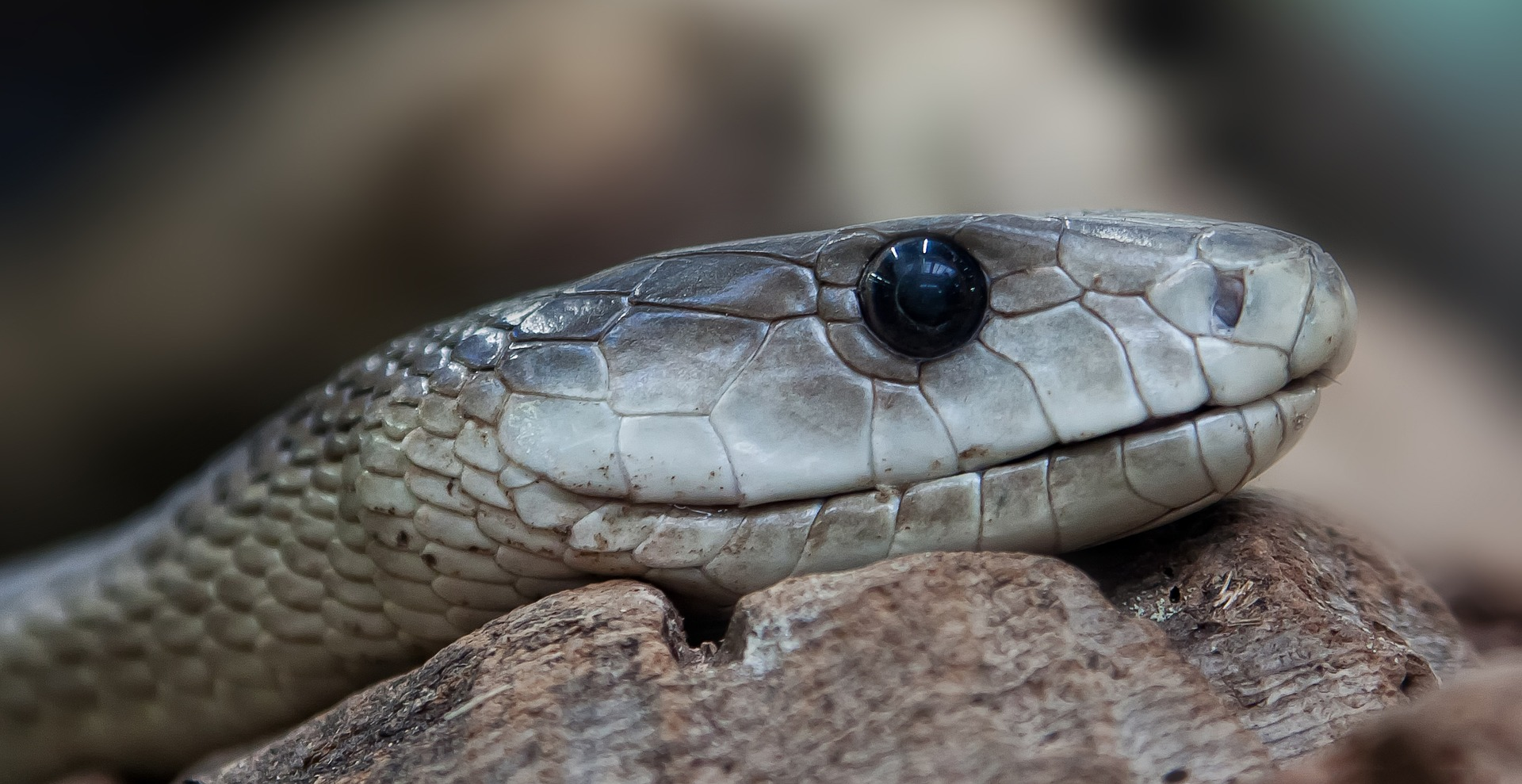
Detail hlavy

Mamba černá je dlouhý a štíhlý had. Tvar hlavy, respektive její rozevřená „temně černá“ čelist může připomínat rakev, ale ve skutečnosti se tvarem hlavy od ostatních hadů prakticky neliší, tudíž k podobnému přirovnání může dojít u jakéhokoli jiného druhu. Přední část tlamy má opatřenou jedovými zuby, jedná se tedy o takzvaný proteroglyfní druh. Silně rýhované zuby jsou relativně krátké, obvykle 2–3 mm dlouhé (výjimečně až 7,9 mm, přičemž jiní jedovatí hadi, jako např. zmije gabunské, mají zuby dlouhé i 50 mm), jsou pevně spojené s čelistí a mají částečně otevřený kanálek. Výrazné je rovněž jeho obočí a taktéž poměrně velké šedě-černé oči.
Dospělý had roste do průměrné délky 2,5–3 m, ojediněle až 4,5 m (podle publikací Jiřího Valenty je doložené maximum 4,25 m, dle jiného zdroje rekordní jedinec nalezený v Zimbabwe dosáhl 4,49 m), ale za posledních několik desítek let byla největší přesně změřená mamba dlouhá maximálně 3,8 metru. Po kobře královské (Ophiophagus hannah) je tak druhým nejdelším jedovatým hadem na světě. Ocas je poměrně dlouhý a úzký, tvoří 17–25 % celé délky těla. Co se hmotnosti týče, dospělá mamba může vážit téměř 2,5 kg, průměrně však okolo 1–1,5 kg; kupříkladu 1,01 m dlouhý jedinec vážil 0,52 kg, 1,41 metrů dlouhý exemplář měl hmotnost 0,65 kg, 2,57 m dlouhý had dosáhl hmotnosti 2,4 kg. Pohlavní dimorfismus je nevýrazný, samec a samice jsou od sebe velikostí i zbarvením k nerozeznání.
Zbarvení jednotlivých jedinců se liší – od žlutozelené přes olivově hnědou po bronzově šedou (nejčastěji šedou v různých odstínech) – přičemž svrchní část těla mají tmavší, spodní světlejší. Na stromech poskytuje dobrou kamufláž světlé břicho splynuvší s jasnou oblohou, na zemi zase tmavší vrchní část těla. Mláďata jsou oproti dospělým světleji zbarvena po celém těle.
Kolem štíhlého a dlouhého těla má dospělý jedinec 23 až 25 řad dorsálních (hřbetních) šupin (výjimečně též 21), 248 až 281 ventrálních (břišních) příčně uložených šupin a 109 až 132 subkaudálních (podocasních) dělených šupin. Tlama je lemována 7–8 supralabiálními šupinami shora, přičemž čtvrtá a někdy i třetí se nachází pod okem, a 10–14 sublabiálními šupinami zespod. Okolo očí má 3–4 preokulární a 2–5 postokulárních šupin.

## Jedový aparát
Jedové ústrojí hada tvoří jedová žláza (původem žláza slinná) a jedové zuby (resp. zuby s jedovými váčky), které jsou umístěny v horní čelisti (maxile). Jedový aparát je součástí trávicího systému. Jed se do jedových zubů dostane díky kanálkům, které spojují zuby s jedovou žlázou, a je vytlačován pomocí svalů.

### Jedová žláza
Jedová žláza se nachází na každé straně za okem a je obalena ve vazivové tkáni. V každé jedové žláze se vytvoří poměrně skrovná dávka jedu (jedovaté tekutiny), ale už pouhé dvě kapky jedu dokážou zabít většího savce, jakož i člověka. Pokud had delší dobu neuštkne, nevyužitý jed se mu hromadí, až jím doslova překypuje. V takovém případě, když kousne, může být jed mnohem účinnější. Pokud je tomu naopak, může být slabší, avšak náhradní zásoba jedu se tvoří velmi rychle.

### Jedové zuby
Mamba černá má tzv. proteroglyfní typy zubů – nepříliš velké (obvykle 2–3 mm, výjimečně až 7,9 mm) jedové zuby uložené vpředu (před ostatními maxilárními zuby, pokud je druh má), které jsou opatřené postranní hlubokou rýhou, někdy uzavřenou v kanálek. Tyto zuby nejsou pohyblivé (sklopné) a pokud se tedy had zahryzne, dojde zpravidla vždy k intoxikaci. Ke stisknutí váčků dojde i při mírném skousnutí. Někdy jedové zuby zůstanou v ráně. Charakteristické pro tyto druhy hadů je, že při zakousnutí opětovně stlačí své čelisti a vstříknou tak jed v několika dávkách. Proto je jejich uštknutí potenciálně velmi nebezpečné až smrtelné.

## Jed
Složení jedu mamby černé se výrazně liší od jedů ostatních mamb, které jsou obecně slabší. Patrně z toho důvodu, že se specializuje na drobné savce, zatímco jiné mamby loví spíše ptáky. Oproti dalším mnoha jiným druhům hadů má její jed nízký obsah fosfolipázy A2.
Jed mamby černé je vysoce toxický a je velmi nebezpečný i člověku. Skládá se z více složek (více než 40), přičemž převládají rychle účinkující neurotoxiny, které působí na mozková a míšní centra nervového systému. Dalšími složkami jsou kardiotoxiny, které napadají srdce, fascikuliny (inhibitory anticholinesterázy), které způsobují svalovou fascikulaci (samovolné záškuby svalových vláken), a v menší míře (nebo úplně chybí) hemolyzíny, které rozkládají červené krvinky, antikoaguliny modifikující krevní srážlivost, nebo též mambalginy (analgeticky účinné peptidy) snižující vnímání bolesti – v jedu bylo nalezeno analgetikum o síle morfia a při nástupu účinku jedu se tak mohou dostavit pocity euforie. Jed vykazuje poměrně velkou aktivitu hyaluronidáz, takže se rychle šíří. Po uštknutí se brzy vyvinou dýchací potíže, které nakonec vedou k respirační paralýze a smrti. Mozek zůstává nedotčen. Oběť si je vědoma všeho a všech kolem sebe, ale nemůže se pohybovat, polykat, mluvit ani dýchat.
Poloviční smrtná nitrožilně aplikovaná dávka testovaná na laboratorních myších neboli LD50 jedu je asi 0,26 mg/kg (tj. známka velmi silného jedu), ale jiné zdroje uvádí 0,32–0,33 mg/kg nebo i 0,68 mg/kg, což představuje slabší jed, než jaký má evropská zmije obecná (cca 0,41 mg/kg). Intraperitoneálně podaná dávka má u myší hodnotu LD50 0,26 mg/kg, 0,34 mg/kg či 0,94 mg/kg. Subkutánně aplikovaný jed, rovněž u myší, má hodnotu LD50 0,05 mg/kg (tj. extrémně silná toxicita) či 0,32 mg/kg. Mamba hlavně disponuje velkou zásobou jedu: 8–16 ml tekutého jedu, nebo 280 či vzácně dokonce až 400 mg suchého jedu; zmije obecná jen 18 mg. Myš dokáže zabít za 4,5 minuty od uštknutí.
Smrtelná dávka pro člověka je 10–15 mg. Údajně stačí pouhé dvě kapky jedu, přičemž jedním uštknutím může vyloučit do těla 50–120 mg jedu a výjimečně i více, nebo též kompletní zásobu (okolo 12 až 20 kapek jedu). Jedna mamba může mít tedy k dispozici takové množství jedu, které by dokázalo zabít 8 až 14 dospělých lidí (jediné uštknutí). Proto je pro člověka kousnutí mambou prakticky vždy smrtelně nebezpečné (v neléčených případech téměř 100% letalita). Úmrtnost je vysoká zejména mezi domorodci. Nejen proto si její uštknutí vysloužilo adekvaci „polibek smrti“.

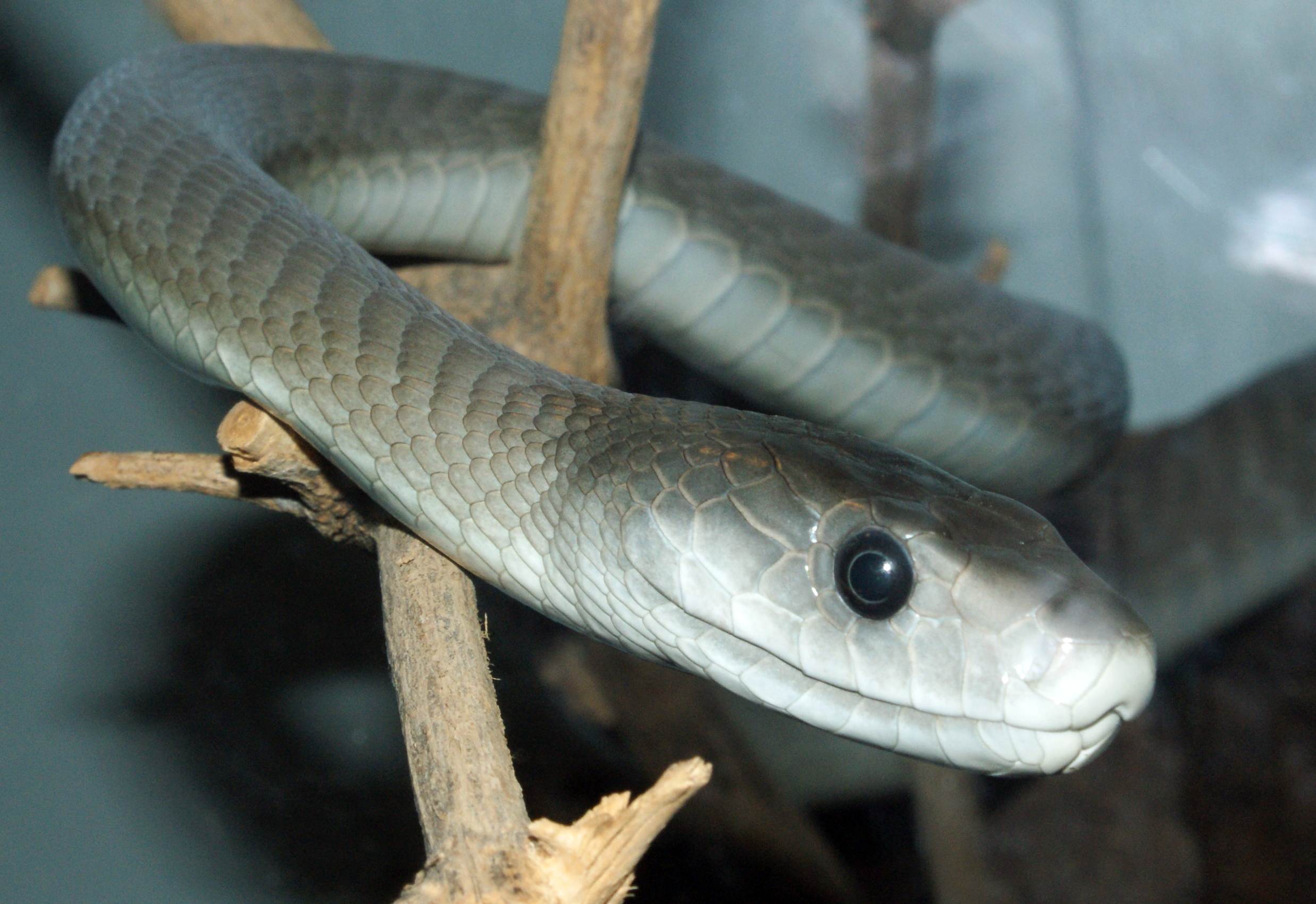
Jed mamby černé je smrtelně nebezpečný. Bez okamžitého podání antiséra člověk prakticky nemá šanci přežít

Ne všechny incidenty jsou však smrtelné. V závislosti na tom, kam had uštkne (nejcitelnější je trup nebo hlava – dobře prokrvená místa) a kolik jedu vstříkne, může člověk přežít dokonce i bez podání antiséra. Při kousnutí se dostane do těla při plném zásahu oběma jedovými zuby nejčastěji 20 až 33 % obsahu jedových žláz. V mnohých případech zasáhne had člověka jen jedním jedovým zubem a dávka je pak ještě sníží. Je však důležité, aby se pacient dostal co nejdříve do odborné péče lékařů, kvůli respirační podpoře a zachování životně důležitých funkcí. Až z 98 % uštkne had do dolní nebo horní končetiny (tedy méně citlivých míst), ale dostane-li se jed neboli jeho významné množství přímo do krevního oběhu, je i v takovém případě smrtelně nebezpečný. Čím dříve je člověk léčen, tím větší jsou jeho šance na přežití. Protože jed působí velmi rychle, v ideálním případě je vhodné aplikovat specifické antisérum co nejdříve to bude možné. Nejlépe v nemocnici pod dohledem lékařů, neboť ho může být potřeba větší množství, ale nastat mohou i nežádoucí reakce, na které lze pod odborným dohledem účinně reagovat. U intoxikací včas a adekvátně léčených může být letalita prakticky nulová.
Výrazně pomůže i správně poskytnutá pomoc. Standardní první pomoc při podezření na uštknutí jedovatým hadem spočívá v přiložení tlakového obvazu v místě uštknutí, potlačení šoku nebo stresu, minimalizaci pohybu pacienta a co nejrychlejším převozu do nemocnice. Vzhledem k neurotoxické povaze jedu mamby černé může být prospěšné arteriální škrtidlo. V opačném případě, nachází-li se člověk třeba jen ve stresu nebo vynakládá zbytečně velký pohyb (v obou případech zvýšený tep), se jed v těle snáz rozproudí a rychleji účinkuje.
Někdy had kousne pouze do kalhot nebo jiné části oděvu a vůbec se svými jedovými zuby nedotkne těla. Stává se také, nicméně jen velmi vzácně, že mamba uštkne ale nevstříkne vůbec žádný jed (tzv. suché kousnutí). Na druhou stranu dochází si i k situacím, kdy naopak „využije“ kompletní množství jedu (tzv. těžké kousnutí). K úmrtí může dojít i v případě, když člověka uštkne třeba jen do prstu. V některých případech nepomůže ani včas podaný protijed, který samotný může vyvolat různě závažné nežádoucí účinky.
Samotné uštknutí je často relativně bezbolestné (maximálně nevelká bolestivost pálivého charakteru). Rána je nenápadná a postižené místo neoteče, nebo jen velmi nepatrně (většinou vzniká malý erytém – zakrvácené vpichy či červené zabarvení kůže). První příznaky se mohou dostavit již po 10–15 minutách, ale pokud se stane obětí malé dítě tak i mnohem dříve. Mezi typické neurologické symptomy patří kovová pachuť v ústech, mióza (zúžení zorniček), rozmazané vidění, parestezie (mravenčení – brnění, pálení), dysartrie (porucha řeči), dysfagie (potíže při polykání), dyspnoe (dušnost), sucho v ústech, dávivý reflex, fascikulace (svalové záškuby), ataxie (závrať), ospalost, ztráta vědomí a respirační paralýza. Obecnějšími příznaky jsou nevolnost, zvracení, bolesti břicha, průjem, pocení, slinění, husí kůže a červenání oči. Zkolabovat může člověk do půl hodiny (též se uvádí do 45 minut) a smrt může nastat údajně již do dvou hodin (možná i dříve), obvykle však během 7–15 (či v rozmezí 3–16) hodin po uštknutí. Jistě záleží též na zdravotním stavu nebo ročníku postiženého (tedy na fyzické zdatnosti, velikosti těla, citlivosti člověka apod.).

### U mladých mamb
Mamby jsou jedovaté od narození a dokážou se tedy již pár minut po vylíhnutí aktivně bránit. Mají plně vyvinuté jedové žlázy, jež obsahují 1–2 ml tekutého jedu, což je množství, které stačí k usmrcení dospělého člověka. Některá mláďata exotických hadů disponují dokonce silnějším jedem, nežli dospělí. Patrně z toho důvodu, aby méně obratný, tedy nezkušený mladý had, snadněji získal potravu.

### Posmrtné uštknutí
Hadi, stejně jako řada jiných plazů a obojživelníků, jsou známí tím, že si po smrti zachovávají určité reflexy. U jedovatých hadů je uštknutí jedním z hlavních reflexů, který se aktivuje v mozku i několik hodin poté, co zvíře uhyne. To znamená, že manipulace s tak extrémně jedovatým hadem, jako je mamba černá, je pro člověka velmi nebezpečná i v případě, že je had mrtvý. Dokonce i zcela useknutá hadí hlava, oddělená od těla, nějaký čas (od 19 do 28 minut, max. asi do 50 minut) reaguje svými svaly, a zejména těmi, které mají na starost pohyb jedových zubů. Proto i v tomto případě by měl být člověk opatrný.

### Imunita vůči jedu
Žádný živočich není stoprocentně odolný vůči hadímu jedu, ani samotní jedovatí hadi nejsou absolutně imunní vůči vlastnímu jedu, ačkoli jejich odolnost je velká. Velmi odolné jsou např. promyky (Herpestidae), jedni z nepřátel mamb, které dokážou snést 100krát větší dávku jedu, než jaká usmrtí morče o stejné hmotnosti. Promyka dokáže vydržet dávku 15 mg jedu mamby černé, zatímco stejná dávka jedu může zabít téměř 1 000 myší.
Žádný člověk není imunní vůči hadímu jedu a nemůže takovou obranyschopnost získat, ani za předpokladu, že bude několikrát uštknut. Takový člověk sice může být odolnější, ale jestliže bude vystaven většímu množství jedu, ochrání ho pouze sérum, protože lidský organismus nedokáže reagovat natolik, aby si dovedl vytvořit dostatečné množství protilátek. Ovšem stupeň odolnosti u lidí je různý, některý člověk může být výrazně odolnější než druzí.

### Léčba (antidotum)
Vůbec první a poměrně účinný protijed byl vyroben v roce 1962. V roce 1971 byl již k dispozici polyvalentní typ protijedu.
Antisérum je vzácné, nákladné a celkem složitě skladné (v důsledku nevhodného skladování dokonce nemusí být účinné), a obvykle ho mají u sebe pouze ti lidé, kteří předpokládají možný střet s mambou. K neutralizaci jedu je zapotřebí minimálně 8 injekčních lahviček, ale nezřídka se spotřebuje mnohem více; uvádí se též 10–15 či 10–20, při rozvinuté intoxikaci se doporučuje 16–20 dávek po 50 ml, a v jednom případě bylo na záchranu lidského života potřeba až 40 dávek protijedu, přičemž jedna lahvička vyjde na přibližně 100 dolarů. V roce 2009 kompletní léčba každého jednoho pacienta stála 1000 dolarů, což bylo na poměry Afriky mnoho peněz.
Léčbu také zahrnuje nepřetržité monitorování, zajištění průchodnosti dýchacích cest, zajištění dostatečné ventilace, symptomatická opatření apod. Po podání antiséra a úspěšné terapii je pacient ponechán ještě 12–24 hodin na JIP a následně propuštěn do domácího léčení. Více než týden přetrvává lokální bolestivost, zanícení, zatvrdnutí a snížená citlivost v místě a okolí vpichu (uštknutí).
K léčbě se používá polyvalentní antisérum vyvinuté Jihoafrickým institutem pro lékařský výzkum (SAIMR spadající pod NHLS – National Health Laboratory Service), nebo třeba výzkumným centrem z Kostarické univerzity. Někdy se podává též vakcína proti tetanu (tetanický toxoid), i když hlavní léčbou zůstává podání vhodného protijedu.

#### Druhy antisér
- SAIMR POLYVALENT SNAKE ANTIVENOM, SAIMR, Jihoafrická republika[23][80]
- FAV-AFRIQUE, Aventis Pasteur, Francie[23][84]

### Četnost útoků

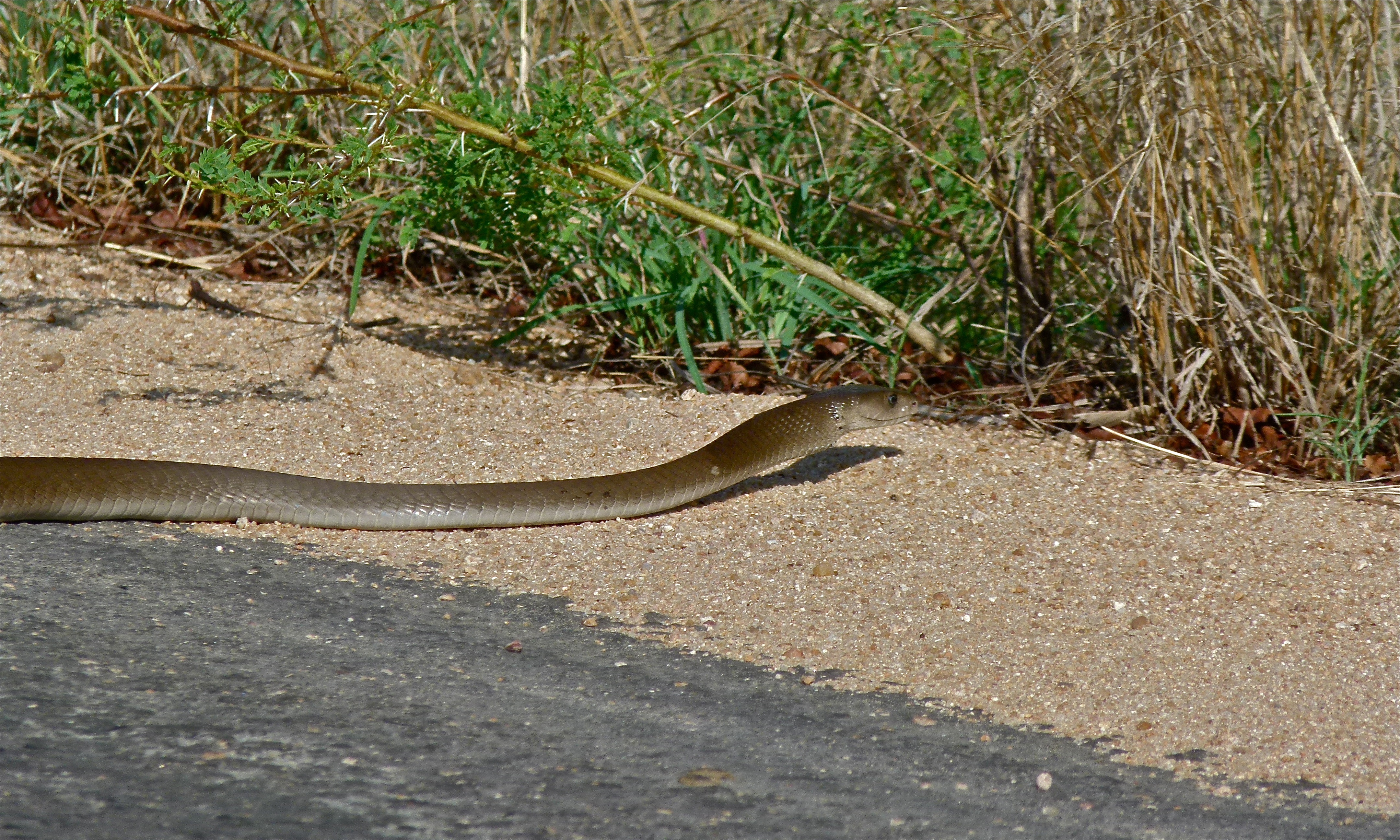
Plazící se mamba černá v jihoafrickém Krugerové národním parku

V Africe v rámci celého kontinentu je ročně zaznamenáno až tisíce hadích uštknutí, ale jak se zdá, mamba černá se v pomyslném žebříčku aktérů nachází až na samotném chvostu a navzdory své pověsti (coby zákeřný a agresivní had) zaútočí na člověka jen zřídka; případy zaznamenané v Jihoafrické republice z let 1957 až 1979 dokazují, že z celkových 2553 hadích útoků spadá na mambu černou pouze 75 uštknutí – 63 postižených bylo otráveno (měli typické příznaky) a 21 z nich útoky nepřežilo. V konkrétní lokalitě, například ve Svazijsku, je ze všech hlášených případů mamba černá zodpovědná pouze za asi 10 % incidentů, zatímco kobra mosambická (Naja mossambica) má zde na svědomí až 80 % útoků. Obzvláště nebezpečná je ovšem v období rozmnožování, které v jižní Africe probíhá na jaře – během září až února, v těchto měsících dochází k nárůstu počtu uštknutí. S příchodem zimy pak počet případů znovu rapidně klesá. Častými oběťmi jsou převážně hadí nadšenci, kteří se s tímto druhem účelně střetávají.

### Některé zdokumentované případy
V roce 1998 Danie Pienaar, který byl v různých obdobích, nejméně od roku 2009 do roku 2017, vedoucím vědeckého oddělení v jihoafrických národních parcích (SANParks) a zastupujícím výkonným ředitelem, přežil uštknutí mambou černou bez použití protijedu. Když se mu po střetu s mambou podařilo dostat se do nemocnice, lékaři prohlásili, že jde o středně těžkou a tedy „slabší“ otravu, ale Pienaar nakonec upadl do kómatu a jeho prognóza nevypadala dobře. Po příjezdu do nemocnice byl okamžitě intubován a na tři dny připojen na přístroje. Jeho stav se brzy zlepšil, pátý den byl z nemocnice propuštěn a plně se uzdravil. Zachování klidu a použití škrtidla bezprostředně po uštknutí pravděpodobně zvýšilo jeho šance na přežití.
V roce 2008 pokousala 28letého britského safari průvodce Nathana Laytona mamba černá, kterou nalezl poblíž své učebny na Southern African Wildlife College v Hoedspruitu v jihoafrické provincii Limpopo. Layton byl uštknut do ukazováčku, když hada vkládal do nádoby. Zprvu se domníval, že se mu had pouze otřel o jeho ruku, a pracovníci vyškolení v první pomoci, kteří ho vyšetřili, rozhodli, že může pokračovat ve výuce. Layton si však v průběhu první hodiny od incidentu začal stěžovat na rozmazané vidění a krátce nato zkolaboval a zemřel.

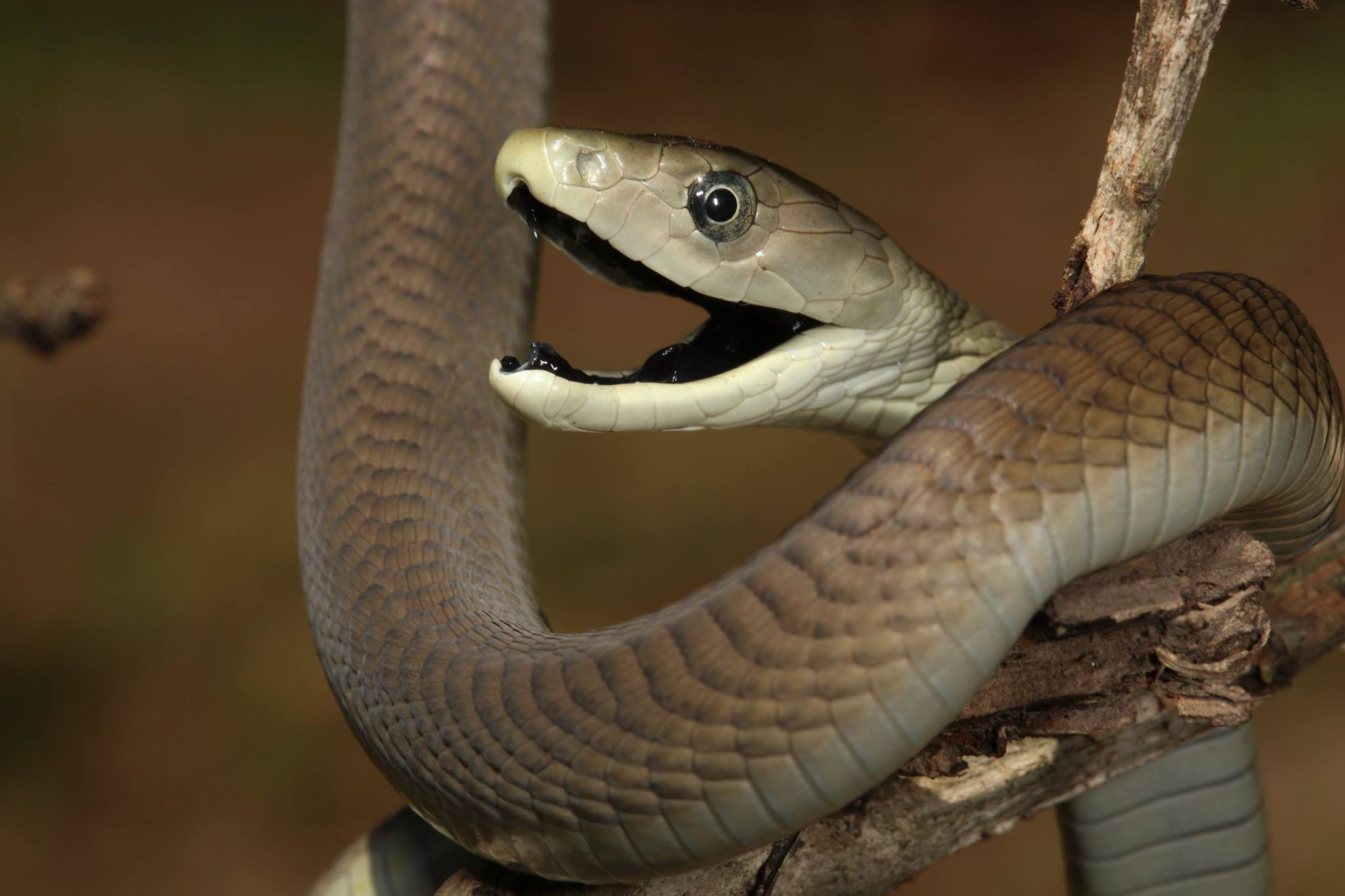
I když má k dispozici velmi silný jed, člověku se raději vyhýbá, pokud to jde

V roce 2013 během focení v chovatelském zařízení ve Střední Americe byl americký fotograf Mark Laita pokousán mambou černou na noze. I když začal silně krvácet (zuby zasáhly s největší pravděpodobností tepnu), rána otekla a potýkal se nakonec se silnou bolestí, lékařskou pomoc nevyhledal. Za to byl později také odborníky kritizován (závažné potíže nebo smrt nemusí nastat hned, ale i několik hodin po incidentu). Vzhledem k tomu, že běžné příznaky otravy neměl, patrně se had uchýlil buď k velmi vzácnému suchému uštknutí (bez aplikace jedu), nebo těžké krvácení vytlačilo jeho jed ven. V zajetí bývá některým jedovatým hadům jedová žláza chirurgicky odstraněna, ale v tomto případě byl jedinec údajně plně vybaven.
V roce 2016 byla Keňanka Cheposait Adomo napadena třemi černými mambami v okrese West Pokot v Keni, z nichž jedna ji opakovaně uštkla do nohy. Lidé, kteří jí přišli na pomoc, hady odehnali a dva z nich rozsekali mačetou. Poté, co nejprve vyzkoušeli tradiční medicínu a bez výsledku, ji posadili na motocykl a do hodiny dorazili do nejbližší nemocnice, kde měli protilátku. Útoky přežila.
V roce 2019 zemřel na dovolené v Zambii známý jihoafrický aktivista proti apartheidu a soudce Anton Steenkamp poté, co ho uštkla mamba černá. Steenkamp byl několik hodin vzdálený od lékařské péče a zemřel dříve, než mu mohl být podán protijed.
V roce 2020 pokousala bulharského veterináře Georgiho Elenského z Chaskova mamba černá, která se stala součástí jeho osobní sbírky exotických zvířat. Jeho počáteční stav byl velmi vážný, ale po rozsáhlé léčbě – podání protilátky a podpoře dýchání – se mu podařilo přežít.
V roce 2022 zemřel Peter Dube, bývalý novinář a farmář ze Zimbabwe, poté, co ho uštkla mamba černá, protože v nemocnici, kam byl převezen, neměli k dispozici protilátku na jeho léčbu.

## Biologie a ekologie

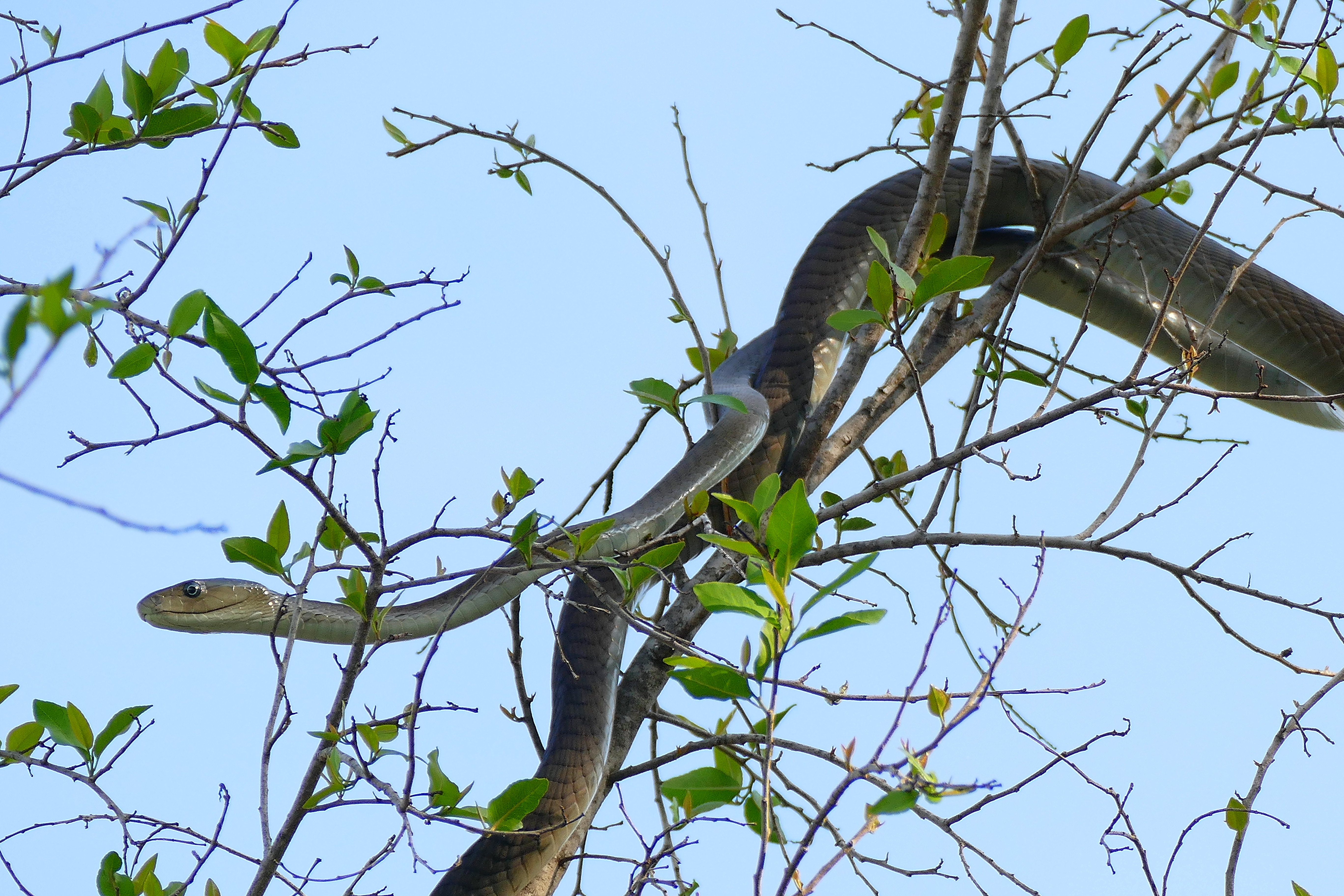
Mamba černá umí obratně lézt po stromech. Světlé břicho splývá s jasnou oblohou a poskytuje tak dobrou kamufláž

Mamba černá je velmi mrštný a rychlý plaz. K bleskovému pohybu vpřed si pomáhá i šupinami, které plní funkci jakýchsi malých „háčků“, díky nimž se na povrchu snadněji odrazí. Je to jeden z nejrychlejších hadů na světě, údajně se může plazit rychlostí blížící se hranici 20 km/h (na krátkou vzdálenost). Odbornice na hady Thea L. Koenová uvádí 15–18 km/h. Většina údajů je však zřejmě nadsazených, s větší pravděpodobností nedosáhne rychlosti vyšší než 16 km/h. Snad ještě rychleji dokáže prchat chřestýš rohatý, který údajně zvládne vyvinout rychlost až 29 km/h.
Většinu času tráví mamba na zemi a ačkoli je velmi obratným lezcem, na stromech se objevuje jen příležitostně (chce-li se třeba nakrmit vylíhlými mláďaty v ptačím hnízdě). Dokáže přelézt z jedné větve na druhou i když jsou vzdálené téměř metr od sebe. Když se plazí, zejména neznámým terénem, zvedá přední část těla, aby se rozhlédla. Mamba černá je denní živočich a jako jiné druhy hadů se ráda vyhřívá na slunci, v Jižní Africe pak nejčastěji v 7–10 hodin ráno a v 14–16 hodin odpoledne (setrvávat může i na větvích). Její tělo funguje jako solární panel. Vyhříváním na slunci dobíjí energii a sbírá nové síly, teplo povzbuzuje její metabolismus. Skrytě odpočívat ji pak můžeme vidět v dutinách stromů, ve skalních štěrbinách nebo v opuštěných termitištích.

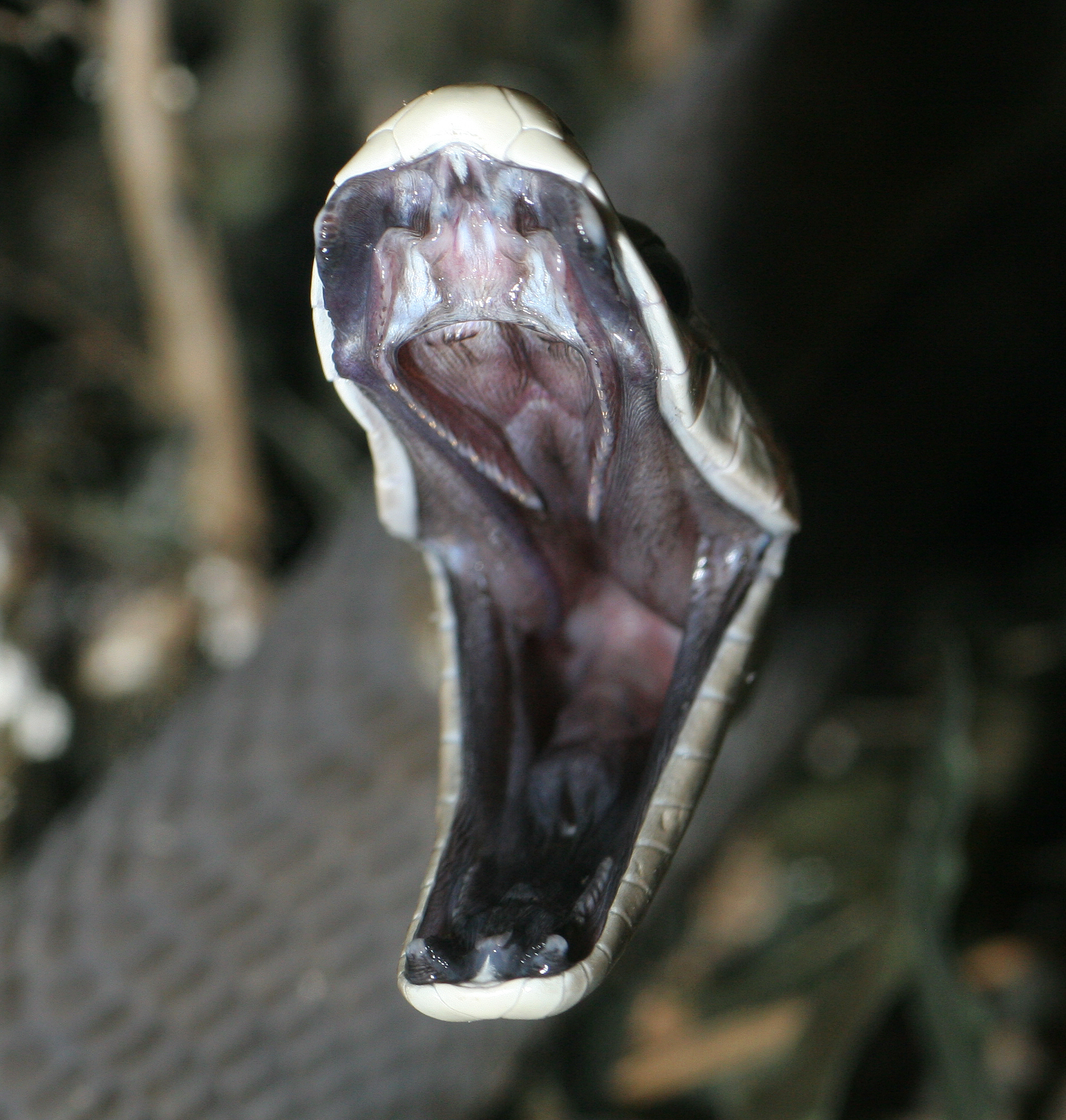
Rozevřená inkoustově černá čelist

Mamba černá je teritoriální had, který ale běžně před nebezpečím ustupuje. Když se však cítí ohrožena, může zaútočit, zvláště tehdy, když se hrozba nachází mezi mambou a jejím doupětem, nebo je zahnána do kouta. Nejprve se snaží protivníka zastrašit a odehnat, a to tak, že vztyčí přední polovinu těla téměř do výše jednoho metru, zaoblí záda, což jí pomáhá udržovat rovnováhu, roztáhne žebra na krku a široce rozevře tlamu (snaží se protivníka zastrašit svou inkoustově černou čelistí), přičemž syčí a pohybuje hlavou ze strany na stranu, podobně jako to dělají kobry z rodu Naja. Jakýkoliv pohyb protivníka může hada ještě více vydráždit, a pokud hrozba přetrvá, dokáže prudce a rychle zaútočit (z typického obranného postoje umí zasáhnout člověka do hrudi i do obličeje, ale uštkne spíše do dolní končetiny).
Přesvědčení, že mamba černá cíleně útočí na lidi, je nedorozumění, protože mamba obvykle využije své rychlosti k tomu, aby unikla do bezpečí. Člověk totiž představuje největší nebezpečí, nikoli kořist (člověk je příliš velký, takže ho nedokáže pozřít). Mamba se obvykle snaží kontaktu s lidmi vyhnout a neklidná je už v případě, přiblíží-li se člověk na méně než 40 metrů. Náladu hada lze rozpoznat i podle tvaru jazyka, který neustále vyplazuje a vnímá jím okolí. Pokud jsou obě rozeklané části semknuté (jazyk ve tvaru kapky), cítí se had uvolněně. Pokud jsou široce roztažené, je ostražitý, může se cítit ohrožený a zaujmout obranný postoj.

### Potrava, způsob lovu, trávení
Její hlavní potravou jsou obratlovci (drobní savci, plazi a ptáci), převážně jejich mláďata. Běžně se vyskytuje poblíž lidských příbytků, kde loví hlodavce živící se odpadky, čímž je užitečná. Obecně upřednostňuje teplokrevní živočichy, ale ulovit může i zástupce svého druhu. V Transvaalské republice na jihovýchodě Afriky se její jídelníček skládal převážně z malých hlodavců a jiných nedospělých savců, jejichž hmotnost odpovídala 1,9–7,8 % tělesné hmotnosti hada. Jindy se však odváží na větší kořist, jakou je třeba daman skalní (Procavia capensis). Jako i jiní hadi má totiž pružnou čelist, díky které může pozřít živočicha až čtyřikrát většího než je její hlava.

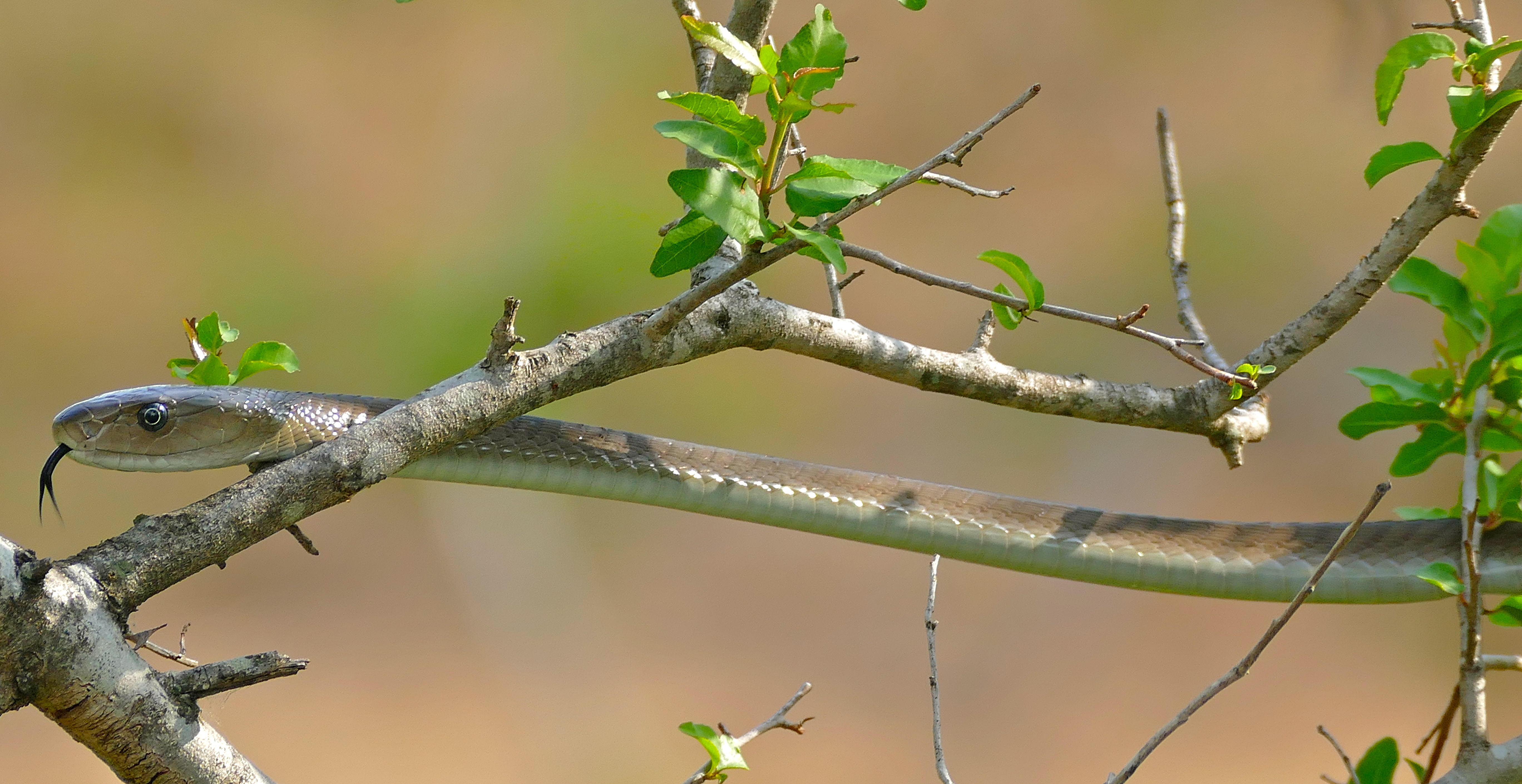
Mamba černá neustále vyplazuje svůj černý jazyk, kterým vnímá své bezprostřední okolí. Její dlouhé a štíhlé tělo dokonale splývá s větvovím

Je to aktivní lovec, který mnohem raději kořist vyhledává a stopuje, nežli na ni číhá. Svou oběť vypátrá čichem. Nenápadným kmitáním jazyka ochutnává vzduch a sbírá pachové částice. Pokaždé když jazyk zatáhne zpátky do tlamy, strčí jeho rozeklanou část do dvou otvorů v horním patře. Tyto otvory vedou do dutiny vystlané velmi citlivými chemoreceptory – do tzv. Jacobsonova orgánu, který vysílá signály do jejího mozku. Detekují se zde všechny pachy a chemické podněty, které ji upozorňují na nebezpečí, nebo tak dokonale lokalizuje kořist. Dále využije své velké oči a vynikající zrak.

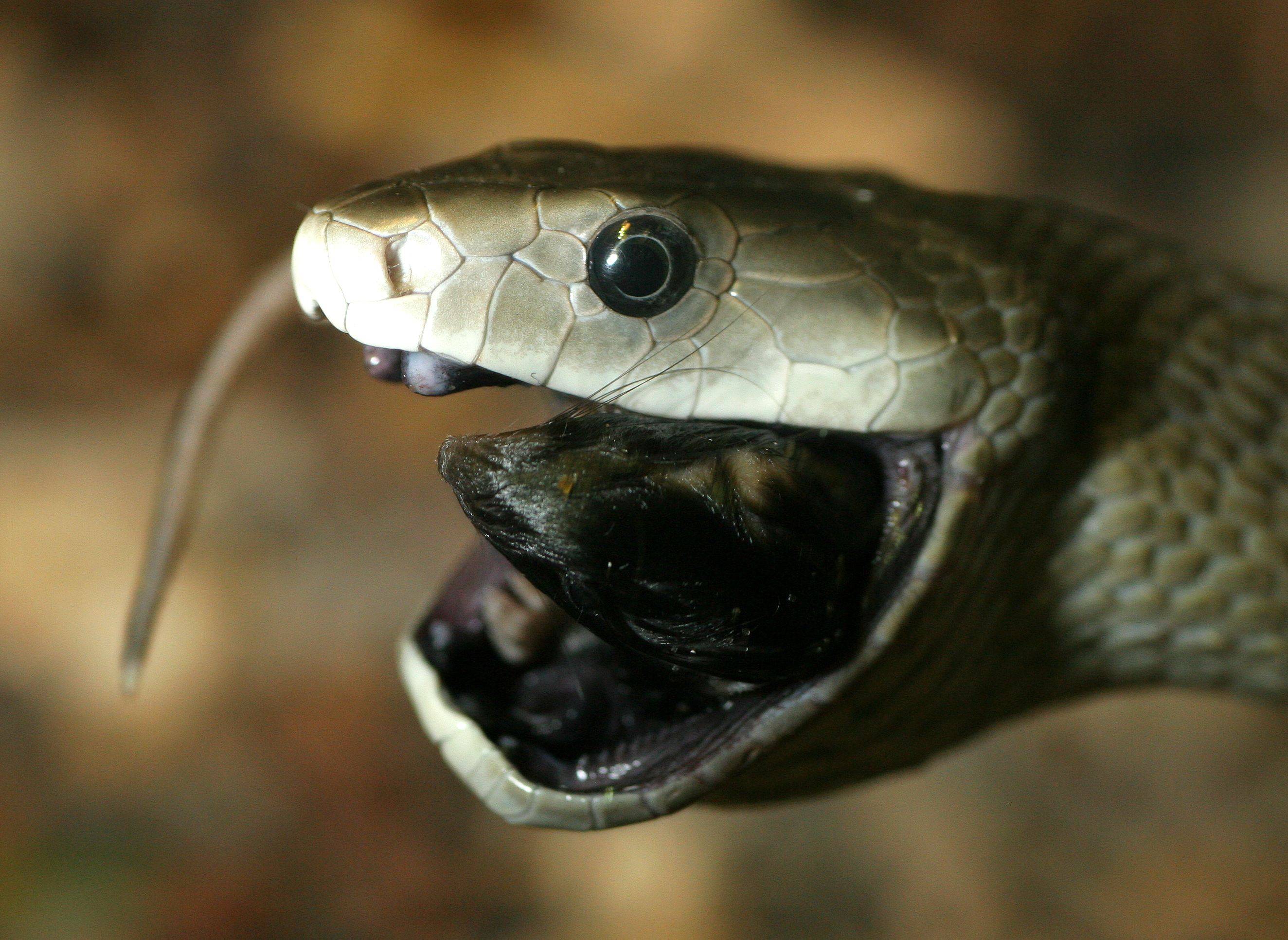
Mamba černá polykající kořist

Loví-li malá zvířata, postačí jediné uštknutí, po kterém se mamba stáhne a vyčkává, než začne působit neurotoxický jed. Ten způsobí absolutní ochromení oběti. Jestliže je obětí pták, mamba se nestahuje, ale zůstává do něho zakousnuta. Znemožňuje mu tak, aby odletěl a uhynul na místě, kde by jej nenašla. Pokud se brání před nebezpečím, uštkne soupeře opakovaně.
Při polykání velké kořisti posouvá v tlamě na stranu průdušnici, aby mohla dýchat (jako šnorchl, takže dýchá externě). Trubice se navíc tlakem kořisti smršťuje, díky čemuž se jí potrava nedostane do dýchacího traktu. Usmrcenou a jedem částečně rozloženou kořist postupně celou pohltí a stráví ji zhruba za 8 až 10 hodin (v případě kořisti velké třetinu její hmotnosti), tedy poměrně brzy, díky své výkonné trávicí soustavě.

### Predace

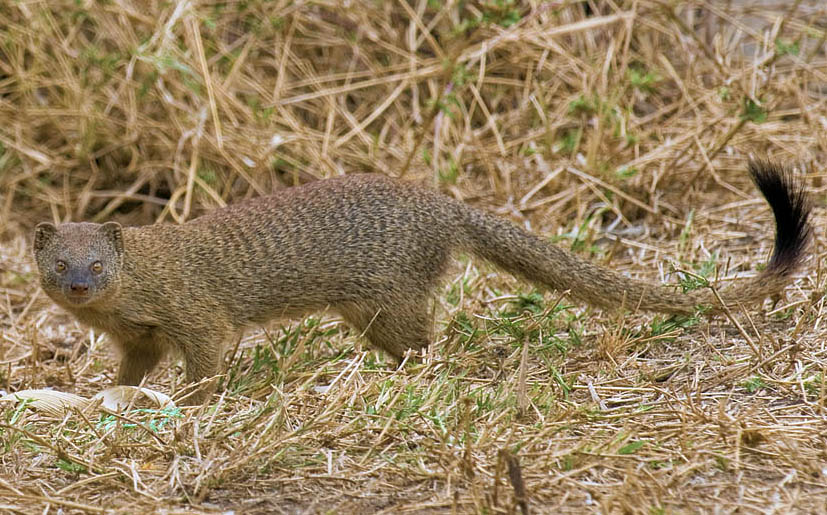
Promyka červená je přirozeným predátorem mamby černé, vykazuje se částečnou imunitou vůči jejímu jedu

Dospělé mamby černé mají jen velmi málo přirozených nepřátel. Jejich stavy reguluje převážně řada adaptovaných ofiofágních dravců. Mladé mamby jsou podstatně zranitelnější, na ně se zaměřuje více druhů predátorů.
Typickými predátory jsou:
Plazi: krokodýl nilský (Crocodylus niloticus), mehelie kapská (Limaformosa capensis); mehelie je imunní vůči jedu mamby a stejně jako spoustu jiných hadů ji běžně loví. U krokodýlů byla po důkladné analýze nalezena v jejich žaludcích a jeden případ predace se podařil zachytit i na video (viz videozáznam).

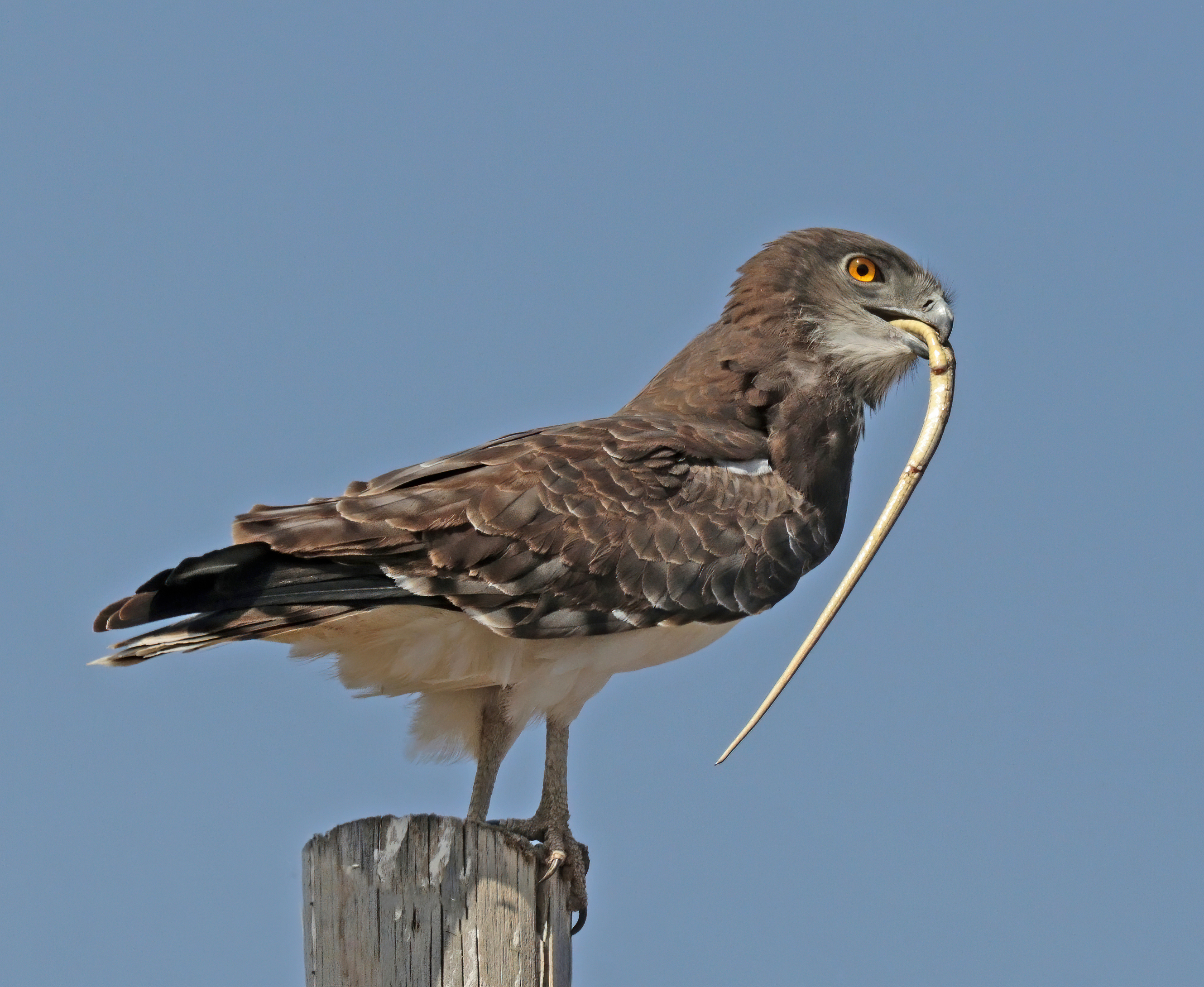
Orlík tmavoprsý se živí převážně hady a loví i mamby černé

Ptáci: zoborožec kaferský (Bucorvus leadbeateri), kalous africký (Asio capensis), sup kapucín (Necrosyrtes monachus), orlík tmavoprsý (Circaetus pectoralis), orlík hnědý (Circaetus cinereus); hady, včetně mamb, loví všichni orlíci, přičemž výrazný podíl jídelníčku tvoří hadi u těchto dvou druhů.
Savci: medojed kapský (Mellivora capensis), promyka červená (Galerella sanguinea), mangusta liščí (Cynictis penicillata); největším nepřítelem mamb mezi savci jsou drobné šelmy z čeledi promykovití, které vykazují částečnou imunitu vůči jejich jedu.
Podle ADW je ještě mohou ulovit africké druhy varanů, větší žáby, šakalové (šakal čabrakový či šakal pruhovaný) nebo lišky (např. liška chama, liška písečná, případně liška pouštní).

### Rozmnožování, dožití
Tito hadi jsou vejcorodí (oviparní). Rozmnožují se každý rok, od počátku jara až do konce léta (mezi zářím a únorem), příhodně v období, kdy poklesne povrchová teplota. Mamby černé jsou ve výběru svých partnerů velice náročné. Nevytváří dlouhodobá partnerství, samce se samicí pospolu uvidíme pouze jednou ročně v období páření. Samci vyhledávají samice tak, že sledují jejich pachovou stopu. Poté samci mezi sebou bojují o přízeň partnerky a prosazují svou dominanci. Jedná se však spíše o rituální klání, v kterém se zpravidla ani neporaní. Pouze do sebe zaplétají těla a snaží se jeden druhého přitlačit k zemi. Někteří pozorovatelé se dříve chybně domnívali, že má toto chování co do činění s námluvami. Vítěz z onoho klání se následně páří se samicí. Partner klouže po jejím hřbetě a vyplazeným jazykem přejede téměř přes celé její tělo. Samice zvedne ocas a nehnutě vyčkává, čímž dává najevo, že je připravena. Při kopulaci samec přitiskne svou kloaku k její a pomocí hemipenisu samici oplodní.

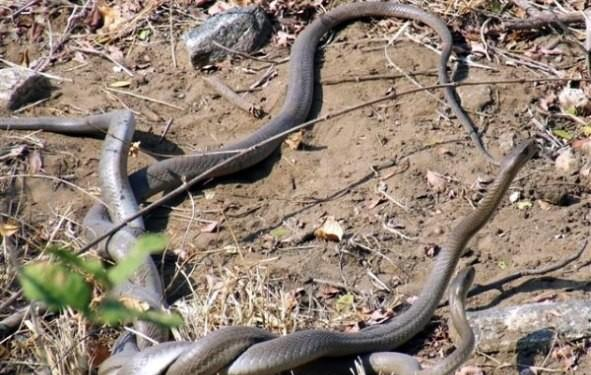
Samci mamby černé zapojeni do boje o samici

Za dva měsíce, do hnízda v podzemí nebo v dutině spadlého stromu, samice naklade v průběhu 24 hodin asi 6–17 vajec (uvádí se též 10–25) oválného tvaru s měkkou kožovitou skořápkou (60–80 mm dlouhá a v průměru dosahují 30–36 mm), které předtím měla naskládané v řadě za sebou ve svém útlém těle. Každé z nich bylo široké jako její tělo a zabíralo drahocenný prostor mezi vnitřními orgány – při této asi dvouměsíční „březosti“, než vejce položí, samice bývá o poznání nervóznější. Ve vejcích se začnou vyvíjet embrya a budou tak nabírat na velikosti a váze. Ze skořápky embryo získává vápník, výživu pak ze žloutkového váčku. Začíná se rychlým tempem prodlužovat a čím dál více připomíná dlouhého a štíhlého hada. Mláďata se líhnou po 2–3 měsících, skořápku prorazí za pomoci vaječného zubu a jsou zcela soběstačná. Měří okolo 40–60 cm. Mají plně vyvinuté jedové žlázy a jsou tedy nebezpečná už pouhých několik minut poté, co spatří svět. Po vyklubání mláďata ještě zůstávají ve svých obalech, pohybují se uvnitř vajec a vstřebávají zbytky žloutku, který je bude vyživovat až do uloveni první kořisti. Poměrně rychle rostou, po prvním roce dosahují délky zhruba dvou metrů. Dospělosti se dožije ale jen hrstka z nich. První dny až týdny jsou velmi zranitelná a často skončí jako potrava pro dravce.
Mamby černé se dožívají 10 a více let, nejdelší zaznamenaná životnost odchyceného hada činí 11 let, ale řada herpetologů nepochybuje o tom, že se může dožit 20 a více let.

### Svlek (růst)
Svlek neboli ekdyze či ekdýze (též ekdyse či ecdysis) je proces, při kterém had svléká a nahrazuje starou opotřebenou kůži, která je mu již „malá“, neboť během života neustále roste. V mládí se had svléká častěji, neboť roste rychleji, aby se dostal z kritické fáze, kdy je ohrožen predátory. V dospělosti už jen párkrát do roka, v pozdějším věku (hadi staří 10 a více let) třeba jen dvakrát do roka a u nejstarších jedinců dochází k obměně i méně než jednou za rok. Celý průběh svlékání může trvat 7–14 dní. Zpočátku had začne ztrácet své jasné barvy a kůže i oči se během dvou dnů zakalí (had vypadá staře, matně či zaprášeně a vidí nyní velmi špatně), protože se pod svrchní vrstvičku vlévá podkožní voda. Další asi tři až pět dnů se bude stará kůže postupně odchlipovat. Když už bude kompletně uvolněna, začne se had otírat o tvrdé předměty, aby kousek po kousku oddělil starou kůži od nové, dokud se mu ji nepodaří celou svléct (začíná od hlavy a pokračuje až ke špičce ocasu). Činí tak obvykle přes noc, neboť k tomu potřebuje ideálně dostatečnou vlhkost. Svlečka neboli exuvie je pak ve výsledku obrácena naruby. Během tohoto náročného procesu had neloví potravu a v klidu odpočívá v ústraní, proto je-li vyrušen, může být agresivnější.

## Chov v zajetí

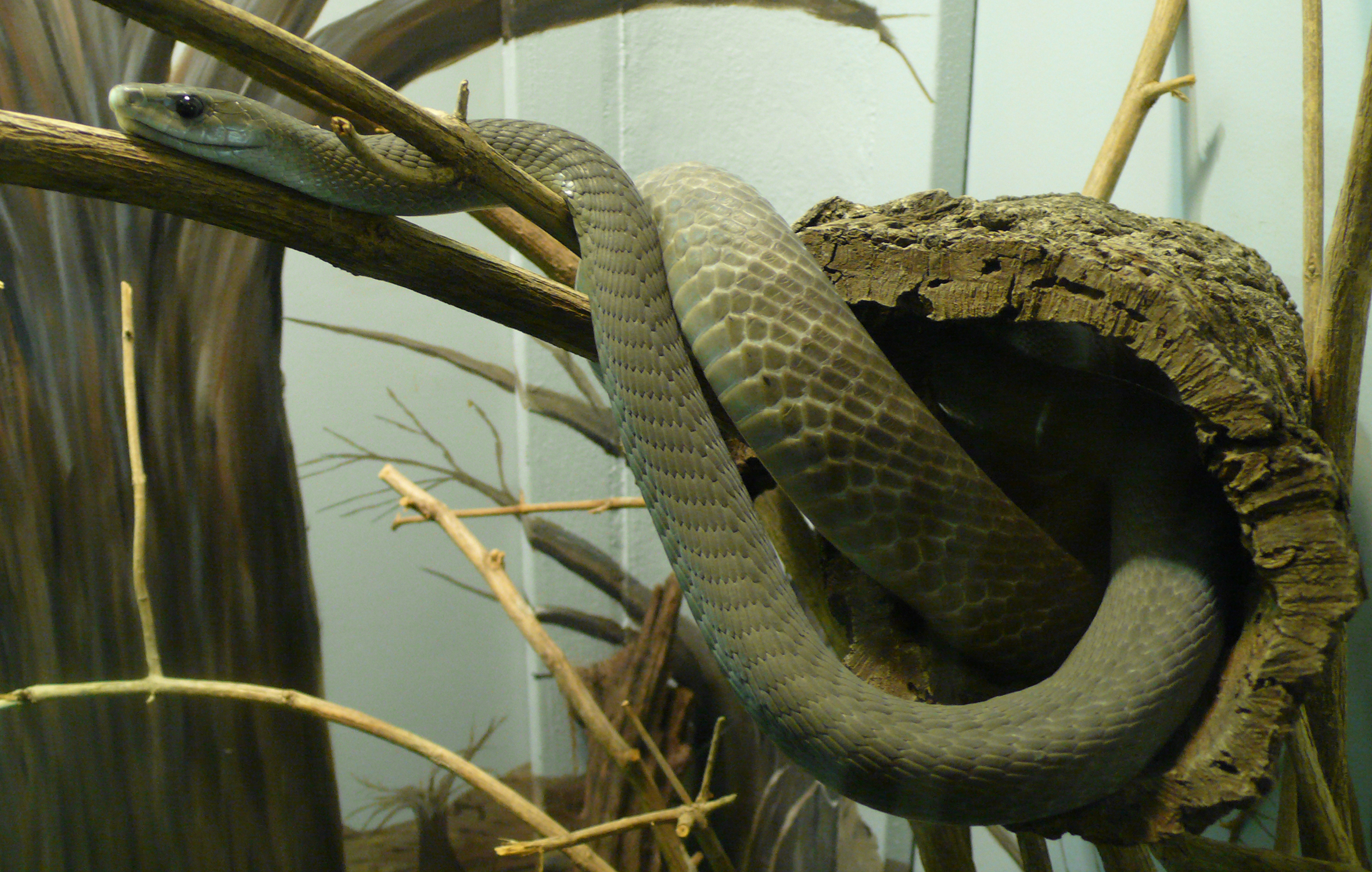
Mamba černá chovaná v zajetí (zoo St. Louis)

### V chovech v Česku
Mambu černou lze nalézt v těchto institucích (aktuálně k srpnu 2025):
- Zoo Plzeň (Plzeň)[116][117]
- Zoo Dvůr Králové (Dvůr Králové nad Labem)[116][118]
- Zoo Dvorec (Borovany)[116][119]
- Kontaktní Zoopark ve Zvoli (Zvole)[116]
- Expozice Svět plazů (Hradec Králové)[120]

## Odraz v kultuře
Filmy
- Ve dvoudílném filmu Kill Bill má hlavní postava Beatrix Kiddo (Uma Thurman) kódové jméno Černá Mamba. V témže filmu umírá postava jménem Bud (hraje Michael Madsen) po uštknutí mambou černou, kterou na něj nastražila Elle Driver (Daryl Hannah). Ta pak umírajícímu Budovi předčítá souhrn účinků jedu mamby černé.
- Mamba černá hraje ústřední úlohu v hororovém snímku Mamba (1988).[121]

Knihy
- Mamba černá je protagonistou v knižním díle Johna Godeyho, které se jmenuje Had (The Snake).

Videohry
- Černá mamba je jméno jednoho mecha (typu robota) ve hře Heavy Gear.

Hudba
- Mamba černá je název písně od rockové kapely The Academy Is....

Sport
- Basketbalista Kobe Bryant se nechával přezdívat černá mamba (Black Mamba).

Oděvní průmysl
- Vzhled bot Air Jordan XIX je inspirován mambou černou.

Ostatní
- Převrácený vláček ve Fantasialandu v Německu nese název mamba černá.
- Black Mamba (mamba černá) je název černé sjezdovky (se sklonem až 63 %) na Kitzsteinhornu.
- Black Mamba (mamba černá) je název značky střeliva od italského výrobce Fiocchi.[122]